# Université de sciences et technologie de Chine

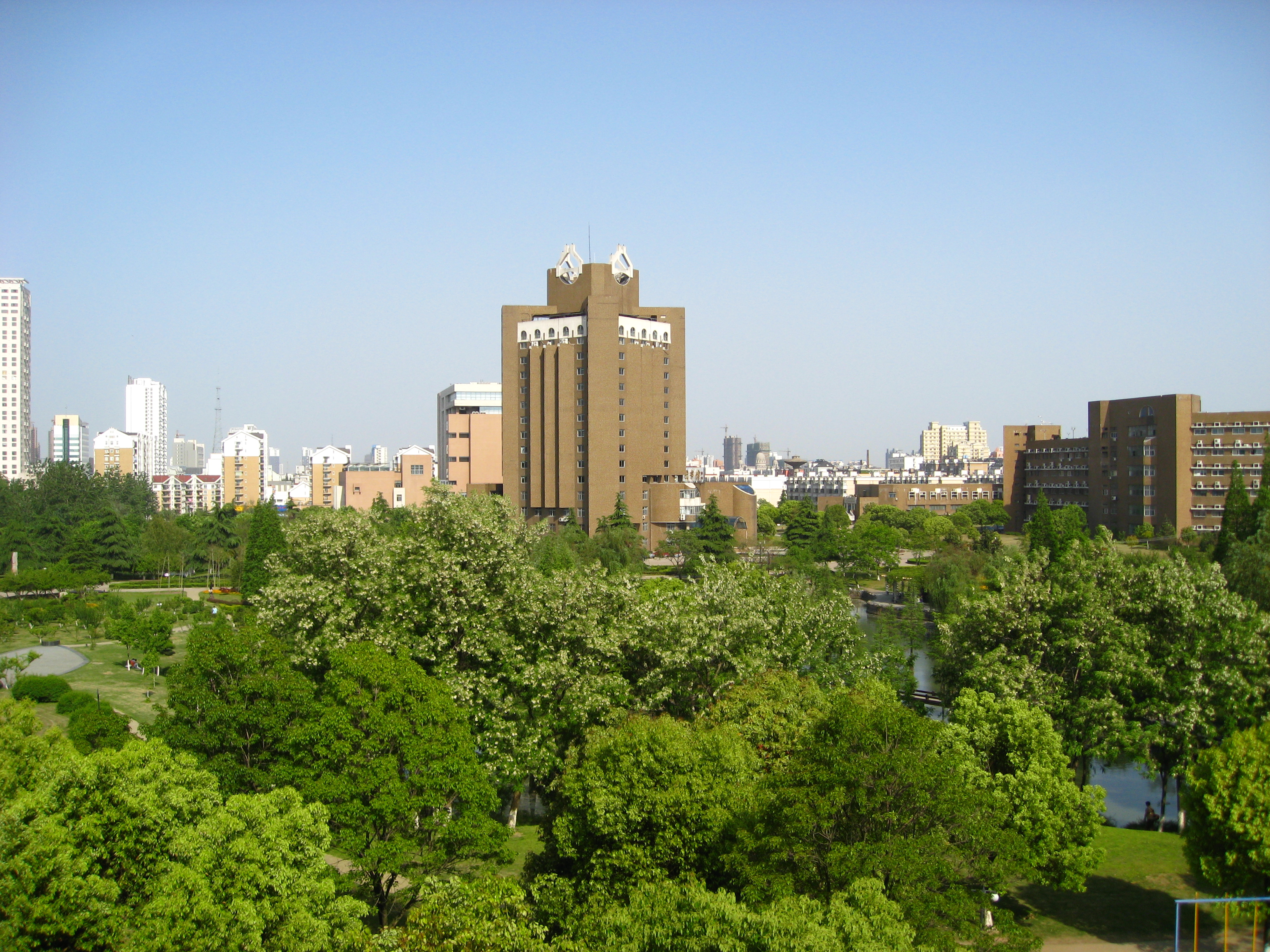
Université de sciences et technologie de Chine.

L’université de sciences et technologie de Chine (en chinois simplifié : 中国科学技术大学 ; chinois traditionnel : 中國科學技術大學 ; pinyin : Zhōngguó Kēxué Jìshù Dàxué ; en anglais : University of Science and Technology of China, USTC) est une université située à Hefei, dans la province de l’Anhui en république populaire de Chine.
Elle est sous la responsabilité directe de l’Académie chinoise des sciences et membre de la Ligue C9 (neuf meilleures universités du pays). Fondée à Pékin en septembre 1958, elle a été déplacée à Hefei dans les années 1970 pendant la révolution culturelle.
Elle est classée quatrième du classement des meilleures universités de Chine.